# Pierre Bérégovoy
Pierre Bérégovoy (Déville-lès-Rouen, 23 dicembre 1925 – Nevers, 1º maggio 1993) è stato un politico francese.
Proveniente da un ambiente modesto, si è avvicinato alla sinistra e ha iniziato il suo impegno politico con Pierre Mendès France prima di entrare nel Partito Socialista (PS). Dopo le elezioni presidenziali del 1981, fu nominato segretario generale della Presidenza della Repubblica sotto François Mitterrand.
Pur essendo eletto a livello locale in Nièvre, è stato successivamente ministro degli affari sociali e della solidarietà nazionale dal 1982 al 1984, poi ministro dell'economia e delle finanze e del bilancio dal 1984 al 1986. Tiene di nuovo questo portafoglio tra il 1988 e il 1992.
Fu nominato primo ministro da François Mitterrand nel 1992 ma deve lasciare questa funzione pochi mesi dopo in seguito alla pesante sconfitta della sinistra nelle elezioni legislative del marzo 1993. Travolto dai sospetti di corruzione rivolti alla sua persona, si è suicidato poco dopo.

## Biografia
Suo padre Adrian, nato a Izjum in una famiglia di origine ebraica dell'Ucraina, era un ufficiale russo bianco, rifugiatosi in Francia dopo la Rivoluzione d'ottobre.
Mentre frequenta il liceo, suo padre si ammala gravemente. Abbandona per questo gli studi e inizia a lavorare, dapprima come fresatore, poi nel 1942 come ferroviere nella SNCF, le Ferrovie francesi.
Pierre Bérégovoy avrebbe poi sempre vissuto come un proprio punto debole l'assenza di titoli accademici, in un paese dove la classe dirigente esce in genere da scuole di alta specializzazione, come l'École nationale d'administration.

## Carriera politica

### Primi passi
Aderisce a vent'anni alla SFIO, che lascia nel 1959 per il Parti Socialiste Unifié (PSU). Nel 1967 lascia il PSU e nel 1969 aderisce al Partito Socialista.
A partire dal 1969 diventa uno degli uomini più vicini a François Mitterrand. Quando questi è eletto presidente della Repubblica il 10 maggio 1981, Bérégovoy è nominato segretario generale dell'Eliseo.

### Ministro dell'economia
È ministro degli affari sociali nel secondo e terzo governo di Pierre Mauroy (1982-1984), quindi ministro dell'economia e delle finanze dal 1984 al 1986 nel governo di Laurent Fabius. È eletto deputato all'Assemblea nazionale nel 1986, venendo rieletto nel 1988 e nel 1993, anche se occuperà per poco più di due anni il seggio all'Assemblée Nationale: per via dell'incompatibilità con l'incarico ministeriale nel 1988 cede il seggio al suo supplente.
Dal 1988 al 1991 è ministro dell'economia e delle finanze, con il rango di ministro di Stato nei governi di Michel Rocard. Sempre con il rango di ministro di Stato, dal 1992 al 1993 è ministro dell'economia, delle finanze e del commercio con l'estero nel governo di Édith Cresson.
Dal 1983 al 1993 è sindaco di Nevers. Dal 1985 al 1993 è consigliere generale della Nièvre.

### Primo ministro
È primo ministro dal 2 aprile 1992 al 29 marzo 1993. In realtà, è dal 1988 che Bérégovoy attende questa nomina. Consapevole delle proprie competenze nel campo dell'economia, sa di essere la persona adatta a gestire un momento critico. Si trova invece ad affrontare una situazione ormai irreversibile, con la Francia in preda a una crisi economica di proporzioni impressionanti. Bérégovoy è anche preso di mira dalla stampa, a causa di un prestito senza interessi ricevuto da un chiacchierato finanziere amico di Mitterrand.
Inoltre, nel 1988 in Francia era scoppiato lo scandalo Pechiney-Triangle, vicenda di insider trading nella quale erano implicati uomini legati a Mitterrand e al Partito Socialista. All'epoca Bérégovoy era ministro dell'economia e delle finanze. Secondo alcune persone che lo conoscevano, tra le motivazioni che le avrebbero spinto, poi, al suicidio, vi era anche la preoccupazione di dover testimoniare al processo per questo scandalo.

## Suicidio
È rieletto deputato nelle elezioni del 1993, da cui però il Partito Socialista esce duramente sconfitto e passa all'opposizione. Bérégovoy lascia quindi la guida del governo al neogollista Édouard Balladur. Colpito da grave depressione, muore suicida poche settimane dopo.